# 大巌寺
大巌寺（だいがんじ）は、千葉県千葉市中央区大巌寺町にある浄土宗の寺院。山号は龍澤山。院号は玄忠院。本尊は阿弥陀如来。

## 歴史
天文年間（1532年 - 1555年）下総国生実城城主原胤栄夫婦の開基、貞把の開山により創建されたという。早くから浄土宗の檀林が設置された。1869年（明治2年）には勅願所となっている。境内はかつて「鵜の森」として千葉県の天然記念物に指定されていた時期もあったが、戦後激減、消滅し1974年（昭和49年）指定が解除された。

## 文化財
登録有形文化財
- 本堂
- 書院

## 所在地
- 千葉県千葉市中央区大巌寺町180

## 関連施設
- 大巌寺幼稚園（学校法人大巌寺学園）
- 淑徳大学 - 千葉キャンパスが当寺に隣接。学園祭「龍澤祭」の名称は、当寺の山号「龍澤山」からきている。